# Finlandia na Letnich Igrzyskach Olimpijskich 2016
Finlandię na Letnich Igrzyskach Olimpijskich 2016 reprezentowało 54 zawodników: 26 mężczyzn i 28 kobiet. Był to 25 start reprezentacji Finlandii na letnich igrzyskach olimpijskich.

## Zdobyte medale
| Medal | Zawodnik      | Dyscyplina | Konkurencja       | Rezultat                             | Data        |
| ----- | ------------- | ---------- | ----------------- | ------------------------------------ | ----------- |
| Brąz  | Mira Potkonen | Boks       | waga lekka kobiet | W półfinale uległa Chinkę Yin Junhua | 17 sierpnia |

## Skład kadry

### Badminton
| Zawodnik     | Konkurencja        | Faza grupowa          | Faza grupowa               | Pozycja | 1/8              | Ćwierćfinały     | Półfinały        | Finał            | Finał   | Źródło |
| Zawodnik     | Konkurencja        | Przeciwnik Wynik      | Przeciwnik Wynik           | Pozycja | Przeciwnik Wynik | Przeciwnik Wynik | Przeciwnik Wynik | Przeciwnik Wynik | Pozycja | Źródło |
| ------------ | ------------------ | --------------------- | -------------------------- | ------- | ---------------- | ---------------- | ---------------- | ---------------- | ------- | ------ |
| Nanna Vainio | gra pojedyncza (k) | Marín 0:2 (6-21,4-21) | Kjærsfeldt 0:2 (9-21,8-21) | 3.      | NQ               | NQ               | NQ               | NQ               | NQ      | [ 2 ]  |

### Boks
| Zawodnik      | Konkurencja       | 1/8              | Ćwierćfinał      | Półfinał         | Finał            | Finał   | Źródło |
| Zawodnik      | Konkurencja       | Przeciwnik Wynik | Przeciwnik Wynik | Przeciwnik Wynik | Przeciwnik Wynik | Miejsce | Źródło |
| ------------- | ----------------- | ---------------- | ---------------- | ---------------- | ---------------- | ------- | ------ |
| Mira Potkonen | waga lekka kobiet | Araújo W 2-1     | Taylor W 2-1     | Yin P 0-3        | NQ               | brąz    | [ 1 ]  |

### Gimnastyka
| Zawodnik     | Konkurencja                     | Kwalifikacje | Kwalifikacje | Kwalifikacje | Kwalifikacje | Kwalifikacje | Kwalifikacje | Kwalifikacje | Kwalifikacje | Finał    | Finał    | Finał    | Finał    | Finał    | Finał    | Finał | Finał   | Źródło |
| Zawodnik     | Konkurencja                     | Przyrząd     | Przyrząd     | Przyrząd     | Przyrząd     | Przyrząd     | Przyrząd     | Razem        | Pozycja      | Przyrząd | Przyrząd | Przyrząd | Przyrząd | Przyrząd | Przyrząd | Razem | Pozycja | Źródło |
| Zawodnik     | Konkurencja                     | F            | PH           | R            | V            | PB           | HB           | Razem        | Pozycja      | F        | PH       | R        | V        | PB       | HB       | Razem | Pozycja | Źródło |
| ------------ | ------------------------------- | ------------ | ------------ | ------------ | ------------ | ------------ | ------------ | ------------ | ------------ | -------- | -------- | -------- | -------- | -------- | -------- | ----- | ------- | ------ |
| Oskar Kirmes | wielobój mężczyzn indywidualnie | 14,933       | 14,00        | 13,833       | 14,200       | 13,891       | 13,266       | 84,123       | 35.          | NQ       | NQ       | NQ       | NQ       | NQ       | NQ       | NQ    | NQ      | [ 3 ]  |

#### Gimnastyka artystyczna
| Zawodnik           | Konkurencja           | Eliminacje | Eliminacje | Finał | Finał   | Źródło |
| Zawodnik           | Konkurencja           | Wynik      | Pozycja    | Wynik | Pozycja | Źródło |
| ------------------ | --------------------- | ---------- | ---------- | ----- | ------- | ------ |
| Jekaterina Wołkowa | wielobój indywidualny | 67,515     | 21.        | NQ    | NQ      | [ 4 ]  |

### Golf
| Zawodnik        | Konkurencja | Runda 1 | Runda 2 | Runda 3 | Runda 4 | Łącznie | Łącznie | Łącznie | Źródło |
| Zawodnik        | Konkurencja | Wynik   | Wynik   | Wynik   | Wynik   | Wynik   | Par     | Pozycja | Źródło |
| --------------- | ----------- | ------- | ------- | ------- | ------- | ------- | ------- | ------- | ------ |
| Mikko Ilonen    | Mężczyźni   | 73      | 69      | 66      | 73      | 281     | −3      | 21.     | [ 5 ]  |
| Roope Kakko     | Mężczyźni   | 72      | 76      | 68      | 70      | 286     | + 2     | 43.     | [ 5 ]  |
| Noora Tamminen  | kobiety     | 73      | 76      | 72      | 74      | 296     | +11     | 48.     | [ 5 ]  |
| Ursula Wikström | kobiety     | 69      | 71      | 81      | 73      | 294     | +10     | 44.     | [ 5 ]  |

### Jeździectwo
WKKW
| Zawodnik     | Konkurencja        | Koń             | Ujeżdżenie | Cross country | Skoki (runda kwalifikacyjna) | Razem  | Skoki (runda finałowa) | Finał  | Pozycja | Źródło |
| ------------ | ------------------ | --------------- | ---------- | ------------- | ---------------------------- | ------ | ---------------------- | ------ | ------- | ------ |
| Elmo Jankari | WKKW indywidualnie | Duchess Désirée | 48,00      | 42,80         | 10,00                        | 100,80 | NQ                     | 100,80 | 31.     | [ 6 ]  |

### Judo
| Zawodnik      | Konkurencja     | 1/32             | 1/16                  | 1/8              | Ćwierćfinał      | Półfinał         | Repasaże         | Finał/ 3.miejsce | Finał/ 3.miejsce | Źródło |
| Zawodnik      | Konkurencja     | Przeciwnik Wynik | Przeciwnik Wynik      | Przeciwnik Wynik | Przeciwnik Wynik | Przeciwnik Wynik | Przeciwnik Wynik | Przeciwnik Wynik | Pozycja          | Źródło |
| ------------- | --------------- | ---------------- | --------------------- | ---------------- | ---------------- | ---------------- | ---------------- | ---------------- | ---------------- | ------ |
| Juho Reinvall | −60 kg mężczyzn | BYE              | Tsogtbaatar P 000-011 | NQ               | NQ               | NQ               | NQ               | NQ               | NQ               | [ 7 ]  |

### Kolarstwo

#### Kolarstwo szosowe
| Zawodnik      | Konkurencja                    | Czas     | Pozycja | Źródło |
| ------------- | ------------------------------ | -------- | ------- | ------ |
| Lotta Lepistö | wyścig ze startu wspólnego (k) | DNF      | DNF     | [ 8 ]  |
| Lotta Lepistö | jazda indywidualna na czas (k) | 47:06:52 | 17.     | [ 8 ]  |

### Lekkoatletyka
Mężczyźni
Konkurencje biegowe
| Zawodnik        | Konkurencja        | Eliminacje | Eliminacje | Półfinał | Półfinał | Finał   | Finał   | Źródło |
| Zawodnik        | Konkurencja        | Wynik      | Miejsce    | Wynik    | Miejsce  | Wynik   | Miejsce | Źródło |
| --------------- | ------------------ | ---------- | ---------- | -------- | -------- | ------- | ------- | ------ |
| Oskari Mörö     | 400 m przez płotki | 49,04      | 13.        | 49,75    | 20.      | NQ      | NQ      | [ 9 ]  |
| Jarkko Kinnunen | chód na 50 km      | N/A        | N/A        | N/A      | N/A      | 3:55:43 | 22.     | [ 10 ] |
| Aleksi Ojala    | chód na 50 km      | N/A        | N/A        | N/A      | N/A      | DSQ     | DSQ     | [ 10 ] |
| Aku Partanen    | chód na 50 km      | N/A        | N/A        | N/A      | N/A      | DNF     | DNF     | [ 10 ] |

Konkurencje techniczne
| Zawodnik        | Konkurencja    | Kwalifikacje | Kwalifikacje | Finał | Finał   | Źródło |
| Zawodnik        | Konkurencja    | Wynik        | Miejsce      | Wynik | Miejsce | Źródło |
| --------------- | -------------- | ------------ | ------------ | ----- | ------- | ------ |
| David Söderberg | rzut młotem    | 74,64        | 7.           | 74,61 | 8.      | [ 11 ] |
| Ari Mannio      | rzut oszczepem | 77,73        | 27.          | NQ    | NQ      | [ 12 ] |
| Tero Pitkämäki  | rzut oszczepem | 79,56        | 21.          | NQ    | NQ      | [ 12 ] |
| Antti Ruuskanen | rzut oszczepem | 82,20        | 11.          | 83,05 | 6.      | [ 12 ] |

Kobiety
Konkurencje biegowe
| Zawodnik             | Konkurencja           | Eliminacje | Eliminacje | Półfinał | Półfinał | Finał   | Finał   | Źródło |
| Zawodnik             | Konkurencja           | Wynik      | Miejsce    | Wynik    | Miejsce  | Wynik   | Miejsce | Źródło |
| -------------------- | --------------------- | ---------- | ---------- | -------- | -------- | ------- | ------- | ------ |
| Sandra Eriksson      | 3000 m z przeszkodami | 9:56,77    | 47.        | NQ       | NQ       | NQ      | NQ      | [ 13 ] |
| Anne-Mari Hyryläinen | maraton               | N/A        | N/A        | N/A      | N/A      | 2:39:02 | 51.     | [ 14 ] |
| Nooralotta Neziri    | 100 m przez płotki    | 12,88      | 15.        | 13,04    | 18.      | NQ      | NQ      | [ 15 ] |

Konkurencje techniczne
| Zawodniczka      | Konkurencja    | Kwalifikacje | Kwalifikacje | Finał | Finał   | Źródło |
| Zawodniczka      | Konkurencja    | Wynik        | Miejsce      | Wynik | Miejsce | Źródło |
| ---------------- | -------------- | ------------ | ------------ | ----- | ------- | ------ |
| Kristiina Mäkelä | trójskok       | 14,24        | 5.           | 13,95 | 12.     | [ 16 ] |
| Wilma Murto      | skok o tyczce  | 4,30         | 24.          | NQ    | NQ      | [ 17 ] |
| Minna Nikkanen   | skok o tyczce  | 4,55         | 13.          | NQ    | NQ      | [ 17 ] |
| Linda Sandblom   | skok wzwyż     | 1,89         | 26.          | NQ    | NQ      | [ 18 ] |
| Sanni Utriainen  | rzut oszczepem | 53,42        | 31.          | NQ    | NQ      | [ 19 ] |

### Łucznictwo
| Zawodnik      | Konkurencja       | Runda rankingowa | Runda rankingowa | 1/32             | 1/16             | 1/8              | Ćwierćfinały     | Półfinały        | Finał            | Finał   | Źródło |
| Zawodnik      | Konkurencja       | Wynik            | Miejsce          | Przeciwnik Wynik | Przeciwnik Wynik | Przeciwnik Wynik | Przeciwnik Wynik | Przeciwnik Wynik | Przeciwnik Wynik | Pozycja | Źródło |
| ------------- | ----------------- | ---------------- | ---------------- | ---------------- | ---------------- | ---------------- | ---------------- | ---------------- | ---------------- | ------- | ------ |
| Samuli Piippo | indywidualnie (m) | 636              | 54.              | Floto P 0-6      | NQ               | NQ               | NQ               | NQ               | NQ               | NQ      | [ 20 ] |
| Taru Kuoppa   | indywidualnie (k) | 643              | 14.              | Htwe P 3-7       | NQ               | NQ               | NQ               | NQ               | NQ               | NQ      | [ 21 ] |

### Pływanie
Mężczyźni
| Zawodnik            | Konkurencja      | Eliminacje | Eliminacje | Półfinał | Półfinał | Finał | Finał   | Źródło |
| Zawodnik            | Konkurencja      | Czas       | Miejsce    | Czas     | Miejsce  | Czas  | Miejsce | Źródło |
| ------------------- | ---------------- | ---------- | ---------- | -------- | -------- | ----- | ------- | ------ |
| Ari-Pekka Liukkonen | 50 m dowolnym    | 22,25      | 23.        | NQ       | NQ       | NQ    | NQ      | [ 22 ] |
| Ari-Pekka Liukkonen | 100 m dowolnym   | 50,14      | 42.        | NQ       | NQ       | NQ    | NQ      | [ 23 ] |
| Matias Koski        | 200 m dowolnym   | 1:47,40    | 21.        | NQ       | NQ       | NQ    | NQ      | [ 24 ] |
| Matias Koski        | 400 m dowolnym   | 3:55,57    | 42.        | N/A      | N/A      | NQ    | NQ      | [ 25 ] |
| Matti Mattsson      | 100 m klasycznym | 1:02,45    | 38.        | NQ       | NQ       | NQ    | NQ      | [ 26 ] |
| Matti Mattsson      | 200 m klasycznym | 2:10,49    | 11.        | 2:12,99  | 16.      | NQ    | NQ      | [ 27 ] |

Kobiety
| Zawodniczka                                                     | Konkurencja          | Eliminacje | Eliminacje | Półfinał | Półfinał | Finał | Finał   | Źródło |
| Zawodniczka                                                     | Konkurencja          | Czas       | Miejsce    | Czas     | Miejsce  | Czas  | Miejsce | Źródło |
| --------------------------------------------------------------- | -------------------- | ---------- | ---------- | -------- | -------- | ----- | ------- | ------ |
| Mimosa Jallow                                                   | 100 m grzbietowym    | 1:01,58    | 24.        | NQ       | NQ       | NQ    | NQ      | [ 28 ] |
| Jenna Laukkanen                                                 | 100 m klasycznym (k) | 1:07,35    | 18.        | NQ       | NQ       | NQ    | NQ      | [ 29 ] |
| Jenna Laukkanen                                                 | 200m klasycznym      | 2:25,52    | 14.        | 2:25,14  | 14.      | NQ    | NQ      | [ 30 ] |
| Tanja Kylliäinen                                                | 200 m zmiennym       | 2:14,97    | 25.        | NQ       | NQ       | NQ    | NQ      | [ 31 ] |
| Tanja Kylliäinen                                                | 400 m zmiennym       | 4:45,33    | 25.        | N/A      | N/A      | NQ    | NQ      | [ 32 ] |
| Mimosa Jallow Jenna Laukkanen Emilia Bottas Hanna-Maria Seppälä | 4 × 100m zmiennym    | 4:01,61    | 11.        | N/A      | N/A      | NQ    | NQ      | [ 33 ] |

### Podnoszenie ciężarów
| Zawodnik       | Konkurencja     | Rwanie | Rwanie  | Podrzut | Podrzut | Razem  | Pozycja | Źródło |
| Zawodnik       | Konkurencja     | Wynik  | Pozycja | Wynik   | Pozycja | Razem  | Pozycja | Źródło |
| -------------- | --------------- | ------ | ------- | ------- | ------- | ------ | ------- | ------ |
| Milko Tokola   | −85 kg mężczyzn | 145 kg | 20.     | 175 kg  | 19.     | 320 kg | 19.     | [ 34 ] |
| Anni Vuohijoki | −63 kg kobiet   | 85 kg  | 11.     | 107 kg  | 10.     | 192 kg | 10.     | [ 34 ] |

### Strzelectwo
| Zawodnik            | Konkurencja   | Kwalifikacje | Kwalifikacje | Półfinał | Półfinał | Finał | Finał   | Źródło |
| Zawodnik            | Konkurencja   | Wynik        | Pozycja      | Wynik    | Pozycja  | Wynik | Pozycja | Źródło |
| ------------------- | ------------- | ------------ | ------------ | -------- | -------- | ----- | ------- | ------ |
| Vesa Törnroos       | trap mężczyzn | 116          | 11.          | NQ       | NQ       | NQ    | NQ      | [ 35 ] |
| Satu Mäkelä-Nummela | trap          | 66           | 10.          | NQ       | NQ       | NQ    | NQ      | [ 36 ] |

### Taekwondo
| Zawodnik      | Konkurencja | 1/8                | Ćwierćfinał      | Półfinał         | Repesaż          | Finał/3.miejsce  | Finał/3.miejsce | Źródło |
| Zawodnik      | Konkurencja | Przeciwnik Wynik   | Przeciwnik Wynik | Przeciwnik Wynik | Przeciwnik Wynik | Przeciwnik Wynik | Pozycja         | Źródło |
| ------------- | ----------- | ------------------ | ---------------- | ---------------- | ---------------- | ---------------- | --------------- | ------ |
| Suvi Mikkonen | −57 kg      | Vasconcelos W 10-9 | Glasnović P 4-7  | NQ               | NQ               | NQ               | NQ              | [ 37 ] |

### Tenis stołowy
| Zawodnik     | Konkurencja        | Eliminacje       | Runda 1          | Runda 2          | Runda 3          | 1/8 finału       | Ćwierćfinały     | Półfinały        | Finał            | Finał   | Źródło |
| Zawodnik     | Konkurencja        | Przeciwnik Wynik | Przeciwnik Wynik | Przeciwnik Wynik | Przeciwnik Wynik | Przeciwnik Wynik | Przeciwnik Wynik | Przeciwnik Wynik | Przeciwnik Wynik | Pozycja | Źródło |
| ------------ | ------------------ | ---------------- | ---------------- | ---------------- | ---------------- | ---------------- | ---------------- | ---------------- | ---------------- | ------- | ------ |
| Benedek Oláh | gra pojedyncza (m) | BYE              | Feng W 4-1       | Groth P 0-4      | NQ               | NQ               | NQ               | NQ               | NQ               | NQ      | [ 38 ] |

### Zapasy
Mężczyźni – styl klasyczny
| Zawodnik        | Konkurencja | Kwalifikacje     | 1/8               | Ćwierćfinał      | Półfinał         | Repesaż 1        | Finał/ 3.miejsce | Finał/ 3.miejsce | Źródło |
| Zawodnik        | Konkurencja | Przeciwnik Wynik | Przeciwnik Wynik  | Przeciwnik Wynik | Przeciwnik Wynik | Przeciwnik Wynik | Przeciwnik Wynik | Pozycja          | Źródło |
| --------------- | ----------- | ---------------- | ----------------- | ---------------- | ---------------- | ---------------- | ---------------- | ---------------- | ------ |
| Tero Välimäki   | −66 kg      | BYE              | Bolkwadze P 0-3   | NQ               | NQ               | NQ               | NQ               | 15.              | [ 39 ] |
| Rami Hietaniemi | −85 kg      | BYE              | Hrustanović P 1-3 | NQ               | NQ               | NQ               | NQ               | 11.              | [ 40 ] |

Kobiety – styl wolny
| Zawodniczka | Konkurencja | Kwalifikacje     | 1/8              | Ćwierćfinał      | Półfinał         | Repesaż 1        | Repesaż 2        | Finał/3.miejsce  | Finał/3.miejsce | Źródło |
| Zawodniczka | Konkurencja | Przeciwnik Wynik | Przeciwnik Wynik | Przeciwnik Wynik | Przeciwnik Wynik | Przeciwnik Wynik | Przeciwnik Wynik | Przeciwnik Wynik | Pozycja         | Źródło |
| ----------- | ----------- | ---------------- | ---------------- | ---------------- | ---------------- | ---------------- | ---------------- | ---------------- | --------------- | ------ |
| Petra Olli  | −58 kg      | BYE              | Adeniyi W 3-1    | Tynybekowa P 1-3 | NQ               | NQ               | NQ               | NQ               | 10.             | [ 41 ] |

### Żeglarstwo
Kobiety
| Zawodnik                          | Konkurencja  | Wyścig | Wyścig | Wyścig | Wyścig | Wyścig | Wyścig | Wyścig | Wyścig | Wyścig | Wyścig | Wyścig | Wyścig | Wyścig | Punkty | Finałowa pozycja | Źródło |
| Zawodnik                          | Konkurencja  | 1      | 2      | 3      | 4      | 5      | 6      | 7      | 8      | 9      | 10     | 11     | 12     | M*     | Punkty | Finałowa pozycja | Źródło |
| --------------------------------- | ------------ | ------ | ------ | ------ | ------ | ------ | ------ | ------ | ------ | ------ | ------ | ------ | ------ | ------ | ------ | ---------------- | ------ |
| Tuuli Petäjä                      | RS:X         | 4      | 9      | 8      | 5      | 9      | 5      | 27     | 3      | 12     | 10     | 6      | 8      | 20     | 99     | 10.              | [ 42 ] |
| Tuula Tenkanen                    | Laser Radial | 4      | 16     | 8,6    | 2      | 14     | 3      | 13     | 8      | 2      | 14     | N/A    | N/A    | 18     | 86,6   | 5.               | [ 43 ] |
| Noora Ruskola Camilla Cedercreutz | 49erFX       | 7      | 12     | 16     | 13     | 21     | 15     | 14     | 15     | 14     | 10     | 20     | 18     | NQ     | 154    | 17.              | [ 44 ] |

Mężczyźni
| Zawodnik                        | Konkurencja | Wyścig | Wyścig | Wyścig | Wyścig | Wyścig | Wyścig | Wyścig | Wyścig | Wyścig | Wyścig | Wyścig | Punkty | Finałowa pozycja | Źródło |
| Zawodnik                        | Konkurencja | 1      | 2      | 3      | 4      | 5      | 6      | 7      | 8      | 9      | 10     | M*     | Punkty | Finałowa pozycja | Źródło |
| ------------------------------- | ----------- | ------ | ------ | ------ | ------ | ------ | ------ | ------ | ------ | ------ | ------ | ------ | ------ | ---------------- | ------ |
| Kaarle Tapper                   | Laser       | 32     | 12     | 31     | 29     | 27     | 18     | 17     | 11     | 23     | 19     | NQ     | 187    | 26.              | [ 45 ] |
| Tapio Nirkko                    | Finn        | 20     | 7      | 15     | 5      | 3      | 24     | 20     | 21     | 6      | 10     | NQ     | 107    | 15.              | [ 46 ] |
| Joonas Lindgren Niklas Lindgren | 470         | 20     | 11     | 23     | 18     | 24     | 19     | 3      | 10     | 9      | 10     | NQ     | 123    | 16.              | [ 47 ] |

M = Wyścig medalowy